# Leucadendron linifolium
Leucadendron linifolium är en tvåhjärtbladig växtart som först beskrevs av Nikolaus Joseph von Jacquin, och fick sitt nu gällande namn av Robert Brown. Leucadendron linifolium ingår i släktet Leucadendron och familjen Proteaceae. Inga underarter finns listade i Catalogue of Life.